# Gluckauf
Pour plus de détails, voir Fiche technique et Distribution.
Gluckauf est un film néerlandais réalisé par Remy van Heugten, sorti en 2015.

## Fiche technique
- Titre : Gluckauf
- Réalisation : Remy van Heugten
- Scénario : Gustaaf Peek et Remy van Heugten (idée originale)
- Musique : Jorrit Kleijnen et Alexander Reumers
- Photographie : Mark van Aller
- Costumes : Vreneli van Helbergen
- Montage : Moek de Groot
- Production : Piet-Harm Sterk
- Société de production : BIND et Verenigde Arbeiders Radio Amateurs
- Société de distribution : September Film (Pays-Bas)
- Pays de production :  Pays-Bas
- Genre : Policier et drame
- Durée : 102 minutes
- Date de sortie : 
  - États-Unis : 29 janvier 2015 (Pays-Bas)

## Distribution
- Johan Leysen : Vester
- Bart Slegers : Lei Frissen
- Vincent van der Valk : Jeffrey Frissen
- Ali Ben Horsting : Walt
- Joy Verberk : Nicole
- Nico de Vries : Antwan

## Distinctions
Le film a reçu 10 nominations aux Veaux d'or et a remporté 4 prix : Meilleur film, Meilleur réalisateur, Meilleur scénario et Meilleure photographie.